# Cyperus grossianus
Cyperus grossianus är en halvgräsart som beskrevs av Troels Myndel Pedersen. Cyperus grossianus ingår i släktet papyrusar, och familjen halvgräs. Inga underarter finns listade i Catalogue of Life.